# اضطرابات (فیلم)
اضطرابات (به اسپرانتو: Angoroj) فیلمی به کارگردانی ژاک-لوئی مائه محصول کشور فرانسه است. اضطرابات اولین فیلم سینمایی است که تمام فرایند تولید آن به زبان اسپرانتو بوده‌است.